# Carabus galicianus
|                       |                                      |
| Abb. 1: Lebensraum    | Abb. 2: Seitenansicht                |
|                       |                                      |
| Abb. 3: Vorderansicht | Abb. 4: Flügeldecke, Schulterbereich |

Carabus (Ctenocarabus) galicianus ist ein Käfer aus der Familie der Laufkäfer.
Die zahlreichen Arten der Gattung Carabus werden allein in Europa in 33 Untergattungen eingeteilt. Carabus galicianus gehört zur Untergattung Ctenocarabus und ist der einzige Vertreter dieser Untergattung. Der Käfer kommt hauptsächlich im Nordwesten Spaniens vor und ist in Spanien als gefährdet eingestuft.

## Bemerkungen zu Fundort, Erstbeschreibung und Namensgebung
Der Käfer wurde vom Entomologen Deyrolle in Massen im Mai und Juni an Bächen in Galicien gefunden und zusammen mit weiteren Arten Gory zugeschickt. Die in der Literatur auftauchenden rätselhaften Ortsangaben zu diesen Funden (Sierra de Perrache, Val Pemache, Río de Penache) wurden in letzter Zeit aufgeklärt. Es handelt sich um das Gebiet um eine auffallende Bergformation in der Provinz Ourense nahe der Grenze zu Portugal, die heute den Namen Pena de Gache trägt.  Eine ausführliche Beschreibung des Käfers mit Zeichnung wurde von Gory zur Veröffentlichung eingereicht. Davon wurde 1839 als eine Art Vorabdruck nur die lateinische Kurzbeschreibung, die der französischen Beschreibung vorausgeht, veröffentlicht. Chevrolat beschrieb den gleichen Käfer in der folgenden Ausgabe der gleichen Zeitschrift. Er bemerkt dazu: Herr Gory hat diesen Laufkäfer... vor einem Jahr beschrieben. Er bezeichnet ihn als aus Spanien und (fr.) Galicie stammend. Da der Autor damit gemeint hat, dass er aus (fr.) Galice kommt, habe ich den Namen Galicianus in Gallaecianus geändert. In der älteren Literatur taucht auch Carabus gallaecianus als Synonym zu Carabus galicianus auf, und beide Namen beziehen sich auf Galicien. Dabei ist das Epitheton gallaecianus die an die römische Provinz Gallaecia angelehnte Schreibweise von galicianus. Außerdem bemängelt Chevrolat an der Beschreibung durch Gory, dass er unkorrekterweise bei der Beschreibung der Flügeldecken den Ausdruck punktiert statt granuliert verwendet.
Die Untergattung Ctenocarabus wurde 1875 von Thomson aufgestellt. Die Vorsilbe Cteno- ist von altgr. κτείς κτενός „ktēīs, ktenós“ für „Kamm“ abgeleitet, eine Begründung für diesen Namen geht jedoch aus der Beschreibung nicht hervor.

## Beschreibung des Käfers
Der Käfer hat etwa die Form des Goldlaufkäfers. Er ist fast völlig matt blauschwarz, nur ein Teil der Beine ist lebhaft orangerot. Die Länge ist bei einer frühen Abbildung (siehe Weblinks) mit 21,5 Millimeter angegeben.
Der schlanke Kopf ist nach vorn gestreckt und hinten nicht erweitert. Die Oberkiefer sind lang, ihr Innen- und Außenrand gleichmäßig zur Spitze gebogen. An der Basis sitzt ein kleiner Zahn. Die Oberlippe ist vorn in der Mitte ausgebuchtet. Das vorletzte Glied der Lippentaster trägt nur zwei in Reihe stehende Borsten. Die Außenlade der Unterkiefer ist zu einem weiteren Kiefertaster umgebildet. Die Kehle trägt seitlich Borstenpunkte. Die großen Augen überragen den Kopfumriss seitlich. Die elfgliedrigen, fadenförmigen Fühler sind kurz vor den Augen eingelenkt.
Der Halsschild trägt in den Hinterecken und der Mitte der Seite einen Borstenpunkt. Er ist etwa gleich lang wie breit vorn etwas breiter als hinten und gekörnt. Er besitzt eine unverkürzte Längsfurche.
Die Flügeldecken sind relativ flach. An den Schultern und an den Seiten sind sie leicht gezähnt, die Zähnung erlischt erst gegen Ende der Flügeldecken (Abb. 4). Eine Zähnung besitzt außer Ctenocarabus nur noch die Untergattung Hydrocarabus, hier ist sie jedoch nur im Schulterbereich ausgebildet. Am Hinterende sind die Flügeldecken nicht bogig, sondern nur wenig ausgeschnitten. Jede Flügeldecke trägt drei kielartig erhöhte Rippen. Diese Eigenschaft trennt Ctenocarabus von Hydrocarabus. Die Zwischenräume tragen kleine überwiegend längs ausgerichtete flache Körnchen.
Die Beine sind schwarz, nur die Schenkel außer an den Knien rotorange. Die Tarsen sind alle fünfgliedrig. An den Vordertarsen der Männchen sind drei Glieder erweitert und an der Sohle mit einer steifen Haarbürste besetzt. Das erste Glied der Hintertarsen ist oben abgeflacht, rau und gefurcht.

## Biologie
Die ökologischen Anforderungen der Art sind hoch (stenotop). Der Käfer ist an schnell fließende saubere Gewässer mit steinigem Flussbett und schattigen Ufer gebunden (Abb. 1). Weiterhin muss das Gewässer eine halbtrockene Uferzone besitzen. Der Käfer wird unter teilweise im Wasser liegenden Steinen oder in Ufernähe gefunden. Er ernährt sich hauptsächlich von Wasserschnecken (Video unter Weblinks). Er ist nachtaktiv und ein Indikator für gute Wasserqualität. Bei günstigen klimatischen Verhältnissen tritt die Art in keine oder eine nur sehr kurze Winterruhe ein. Im Fall einer Winterruhe liegt diese in Galicien zwischen Oktober und Mai. Dabei sucht der Käfer Böschungen in Wassernähe auf. Die Larven leben im gleichen Biotop wie die adulten Tiere.

## Systematik und Evolution
Die Gattung Carabus entstand vermutlich vor ca. 25 Millionen Jahren im Oberoligozän oder Miozän, sie wurde früher teilweise als erheblich älter (bis zu 50 Millionen Jahre) angesehen. Viele Artengruppen, darunter die weitere Verwandtschaft dieser Art, zeigen eine disjunkte Verbreitung von europäischen und ostasiatischen Artengruppen, die möglicherweise klimatische Ursachen hat: Die stark an Wälder gebundene Gattung mit ursprünglich wohl kontinuierlicher paläarktischer Verbreitung wurde mit ihren Habitaten durch die Aridisierung Zentralasiens auf zwei Verbreitungsgebiete aufgespalten. Nächstverwandt zu Carabus galicianus ist die iberisch-nordafrikanische Carabus melancholicus, die neuerdings oft in die Untergattung Ctenocarabus einbezogen wird, diese Sichtweise ist aber im Artenkatalog der iberischen Carabus-Arten nicht mitvollzogen. Nächste Verwandte dieser Gruppe sind nach den molekularen Daten die Arten der Untergattung Tachypus (zu der auch die mitteleuropäischen Carabus auratus und cancellatus gehören).

## Verbreitung
Der Käfer kommt von Meereshöhe bis in Bergregionen von 1000 Metern an Wasserläufen vor, die die ökologischen Bedürfnisse der Art befriedigen. Das Verbreitungsgebiet ist dabei auf das westliche Nordspanien und Portugal beschränkt.